# Yves de Seny
Yves de Seny (Luik, 23 januari 1938 - 13 september 2015) was een Belgisch senator.

## Levensloop
Als licentiaat in het notariaat aan de UCL, een diploma dat hij in 1963 behaalde, werd Yves de Seny beroepshalve notaris. 
Hij militeerde van jongs af in verschillende katholieke en christendemocratische verenigingen en werd in 1958 voorzitter van de jongerenafdeling van de PSC in het arrondissement Luik. In 1977 werd hij lid van het arrondissementieel bestuurscomité van de PSC in Borgworm.
In 1987 werd de Seny verkozen in de Senaat als rechtstreeks gekozen senator voor het arrondissement Hoei-Borgworm, een functie die hij bekleedde tot in 1995. Als senator was hij lid van de commissie Volksgezondheid en wijdde hij zich ook aan dossiers rond landsverdediging. Hij toonde zich als sympathisant van de ultrakatholieke vzw België en Christenheid eveneens een vurig tegenstander van de gedeeltelijke depenalisering van abortus. Door de toenmalige dubbelmandaten zetelde hij van 1988 tot 1995 automatisch ook in de Waalse Gewestraad en de Raad van de Franse Gemeenschap. Van 1992 tot 1995 was hij secretaris van de Waalse Gewestraad. In 1995 was hij kandidaat bij de eerste rechtstreekse verkiezingen voor het Waals Parlement, maar werd niet verkozen. Dit betekende het einde van zijn parlementaire loopbaan. 
De Seny was in 1975 eveneens medestichter van het Nationaal Eigenaars- en Mede-Eigenaars Syndicaat en hoofdredacteur van het magazine ervan, Le Cri.